# Contea di Bennington
La contea di Bennington, in inglese Bennington County, è una contea dello Stato del Vermont, negli Stati Uniti d'America. La popolazione al censimento del 2000 era di 36 994 abitanti. I capoluoghi di contea sono Bennington, nota come South Shire e Manchester, nota come North Shire.

## Geografia fisica
La contea si trova nella parte sud-occidentale del Vermont. L'U.S. Census Bureau certifica che l'estensione della contea è di 1756 km², di cui 3 km² coperti di acque interne.
A occidente si trovano i monti Taconic e a est le Green Mountains. La contea è bagnata dal fiume Otter Creek.
I capoluoghi sono Manchester e Bennington e in quest'ultima ha sede Il Bennington College. Altri centri sono Pownal, Shaftsbury e Arlington.

### Contee confinanti
- Contea di Rutland - nord
- Contea di Windsor - nord-est
- Contea di Windham - est
- Contea di Franklin (Massachusetts) - sud-est
- Contea di Berkshire (Massachusetts) - sud-ovest
- Contea di Rensselaer (New York) - sud-ovest
- Contea di Washington (New York) - nord-ovest

## Storia
Bennington è la più antica contea del Vermont ancora esistente. Fu creata nel marzo del 1778. Nella contea si svolse la battaglia di Bennington durante la rivoluzione americana nel 1777.

## Comuni
La Contea di Bennington conta 17 comuni, tutti con lo status di town.
- Arlington - town
- Bennington - town
- Dorset - town
- Glastenbury - town
- Landgrove - town
- Manchester - town
- Peru - town
- Pownal - town
- Readsboro - town
- Rupert - town
- Sandgate - town
- Searsburg - town
- Shaftsbury - town
- Stamford - town
- Sunderland - town
- Winhall - town
- Woodford - town

### Località
- North Bennington - village nel comune di Bennington
- Old Bennington - village nel comune di Bennington
- Manchester Village - village nel comune di Manchester
- South Shaftsbury - census-designated place nel comune di Shaftsbury